# Chandler Egan
Chandler Egan (n. 21 august 1884, Chicago, Illinois, SUA – d. 5 aprilie 1936, Everett, Washington, SUA) a fost un arhitect ce a reprezentat Statele Unite ale Americii, medaliat olimpic. A participat la o ediție a Jocurilor Olimpice (1904) în care a câștigat o medalie de aur și o medalie de argint.